# Margit Pörtner
Margit Pörtner (Hørsholm, 1972. február 16. – 2017. április 26.) Európa-bajnok, olimpiai ezüstérmes dán curlingversenyző.

## Pályafutása
1994-ben Európa-bajnok lett a sundsvalli tornán a dán curlingválogatott tagjaként. 1997-ben világbajnoki bronz-, 1998-ban ezüstérmes lett a csapattal. Az 1998-as naganói olimpián ezüstérmet szerzett a válogatottal.

## Sikerei, díjai
- Olimpiai játékok – csapat
  - ezüstérmes: 1998, Nagano
- Világbajnokság – csapat
  - ezüstérmes: 1998
  - bronzérmes: 1997
- Európa-bajnokság – csapat
  - aranyérmes: 1994